# Monumentos de la Música Española
Monumentos de la Música Española (MME) és una col·lecció iniciada el 1941 per Higini Anglès, en la qual es publiquen edicions crítiques d'obres de compositors representatius de diferents èpoques i gèneres de la música hispànica. Inclou preferentment volums d'obres inèdites amb un sentit unitari i coherent, obres completes d'autors, edicions integrals de fonts rellevants i altres composicions de particular interès. L'edició musical de cada volum va precedida per un estudi introductori sobre les obres incloses, el seu context històric i les característiques de les fonts emprades.

## Orígens i descripció
És la més coneguda internacionalment de totes les edicions musicals del Consell Superior d'Investigacions Científiques (CSIC). Va començar a publicar-se dos anys abans que, el 1943, el mateix Anglès fundés a Barcelona l'Institut Espanyol de Musicologia del CSIC, que va dirigir fins a la seva mort el 1969.
Anglès, format en musicologia a Alemanya, quan va iniciar els MME es va fixar amb els models europeus similars. El concepte de la col·lecció es fixava en els models implantats per la Musicologia centreeuropea del segle xix, que van fomentar l'edició de sèries d'edicions musicals històriques, entre elles els anomenats "Monuments", dels quals en van aparèixer de diversos tipus: repertoris de diversos països, sobre un gènere o època concreta, i també Monuments nacionals, per publicar les obres i autors més representatius de cada país.
La intenció d'Anglès era publicar com a mínim un volum anual dels MME, d'unes 300 pàgines, amb l'edició musical precedida per un estudi crític sobre l'època corresponent, donant preferència a les obres dels segles XV a XVIII, però, deixant oberta la porta a altres èpoques, especialment la medieval. Segons Anglès, la importància de la història musical espanyola no havia estat prou destacada fins llavors, tot i la meritòria tasca d'investigadors i institucions particulars, i era nou que per primer cop l'Estat espanyol donés suport oficialment una sèrie com MME. Anglès va ser el principal autor de volums per MME durant les tres primeres dècades de la sèrie. Quan va morir el 1969, havien aparegut 31 toms de la col·lecció (19 d'ells seus) i el nombre 34, també preparat per ell, va aparèixer el 1971, en edició pòstuma revisada per Miguel Querol i José María Llorens. Des de 1970, tot i els canvis i vicissituds administratives pels quals ha passat la Musicologia en el si del CSIC, la sèrie ha continuat activa fins a l'actualitat dins d'aquesta institució. L'any 2019 es va completar la digitalització de tota la col·lecció.

## Contingut
Pel que fa al contingut, en l'època d'Anglès els MME van publicar exclusivament música del Renaixement i del segle xvii, i es van iniciar obres completes de grans compositors representatius. La música dels segles XVI i segle xvii ha seguit ocupant un lloc important dins de la sèrie després d'Anglès, tot i que des de la direcció de Querol es van incorporar a més volums amb música de segle xviii, i en l'etapa dirigida per Ezquerro es va donar cabuda també a la música del segle xix.

## Direcció
Des de la creació de la col·lecció, aquesta ha estat dirigida des de Barcelona. El seu primer director fou Higini Anglès i Pàmies (1941-1969). Posteriorment, passà a ser dirigida pels musicòlegs del CSIC Miquel Querol i Gavaldà (1970-1982), Josep Maria Llorens i Cisteró (1982-1988), José Vicente González Valle (1988-1998), Josep Pavia i Simó (1999) i Antonio Ezquerro Esteban (2000-2014). Des del 2014 la col·lecció està dirigida per María Gembero Ustárroz, científica titular de la Institució Milà i Fontanals del CSIC.